# ロマントピア藤原京'95
ロマントピア藤原京’95（ロマントピアふじわらきょう95）は、1995年（平成7年）に奈良県橿原市の藤原京跡をメイン会場として開催された地方博覧会。

## 概要
- 会期 - 1995年（平成7年）3月29日から5月21日まで
- 会場 - 奈良県橿原市 藤原宮跡ほか
- 入場料 - 無料（一部施設有料）
- マスコット - こだいちゃん
- 主催 - 藤原京創都1300年記念事業実行委員会

## メイン会場・藤原宮跡会場
藤原京館
- テーマ：「万葉の夢・ロマン」
- 出展者：株式会社カプコン
- ドーム型パビリオン。メインシアターではアニメ「ストリートファイターIIよみがえる藤原京～時を駆けたファイターたち」を上映。
- ゲーム「ストリートファイターII」のキャラクター、「ケン」「リュウ」「春麗」「エドモンド本田」が、1300年前の藤原京へタイムスリップをして、冒険をするというストーリー。

国際交流館
- テーマ：「ユーラシアから藤原京へ」
- 出展者：奈良県
- プロローグゾーンは高松塚古墳の壁画に描かれた星宿（星座）をイメージ。次のコーナー「発掘・藤原京」では、藤原京の遺構を再現。四神のバーチャルビジョンもある。
- 「遣唐使・海を渡る」では、遣唐使・粟田真人のトーキングフェースの語りと映像で、遣唐使の危険な航海を紹介。
- メインゾーンでは、唐の都「長安」を再現し、ワイドスクリーンや数十台のモニター等で、各国との交流の証しを紹介する。

国際バザール
- 出展者：近鉄グループ
- 各国の物産を集めた、シルクロードをイメージしたバザール。古代食をアレンジした万葉雛遊膳を味わえるレストランもある。

東市・西市
- 藤原京の当時の公設市場を再現。姉妹都市・宮崎市と奈良県の名産品の販売を行う。

万葉館
- 「日本初もの絵巻」（南都銀行）……古代貨幣の実物展示など、「こだいちゃん」が日本初の出来事を紹介する。
- 「98CD-ROMをメインに、パソコンのマルチメディアの訴求」（NEC）……98CD-ROMの体験やゲーム大会など。
- 「飛騨の美～匠の心を伝える」（《株》飛騨庭石）……藤原京の造営に携わった飛騨の匠の技術、「神楽台」「布袋台」「神馬台」「鳳凰台」の4つの屋台の模型を展示。
- 「古代ロマンへの旅～マルチメディアのシャープ」（シャープ）……ワープロやビューカム、PCを使った遊びなど。
- 「大和薬業物語」（常盤薬品工業　大和ガス　奈良県薬業連合会）……大和の薬の歴史を紹介する。
- 「よみがえる藤原京」（橿原市）……藤原京の1/1000の大ジオラマ。

藤原京薬草園
- テーマ：「大和路の花とロマンの薬草園」
- 出土した木簡を基に、当時栽培されていた薬草やその効能を紹介する。

万葉花苑
- テーマ：「万葉の憩・くつろぎ」
- 万葉集に詠まれた春の花々。万葉歌碑や「こだいちゃんの花時計」も

ロマントピア郵便局
- 「ふみの日コンサート」やイベント広場、記念切手販売、切手展など。

## 藤原宮跡会場のイベント
- 3月
  - 開会式（28日）
  - かとうれいこコンサート（30日）
  - 忍者コンサート（31日）

- 4月
  - 成知由梨コンサート（1日）
  - 浜村淳のライブリレートーク……ゲスト、井沢元彦（2日）
  - 浜村淳のライブリレートーク……ゲスト、ジェフ・バークランド（15日）
  - 河内家菊水丸コンサート（16日）
  - NHK「上方演芸会」公開録音……横山ホットブラザーズ 横山たかし・ひろし どんきほーて ブラッシュ（18日）
  - NHK「ひるの散歩道」公開録音……松原のぶえ 田川寿美 香田晋 鳥羽一郎（21日）
  - ロマントピア・ネオトラディショナル・ライブ……田中健 原田節 KA・RU・LAほか（22日）
  - ふみの日コンサート……市民カラオケ大会　紙ふうせんコンサート（23日）
  - ふれあい（福祉）フェスティバル……ゲスト、桂文珍（26日）
  - ふれあい（福祉）フェスティバル……演芸大全 わたぼうしコンサート（27日）
  - OSK日本歌劇団「よみがえる万葉」（29日 - 5月2日）

- 5月
  - MAKA不思議！天功組オン・ザ・マジック（4日）
  - C.C.ガールズコンサート（5日）
  - キャメルコンサート（7日）
  - 浜村淳のライブリレートーク……ゲスト、里中満智子（13日）
  - NHK衛星第2TV「にこにこぷんがやってきた」公開録画（16日）
  - 北原由貴コンサート（20日）
  - 閉会式（21日）

## その他の会場
奈良文化財研究所（奈良国立文化財研究所・飛鳥藤原宮跡発掘調査資料室）
- テーマ：「――1300年前の首都――これが藤原京だ！」
- 藤原京の大きさや巨大建築物、ガラスや金属製品などの当時最先端の技術、人々の生活ぶりなどを、見つかった遺物や発掘の写真パネルなどで紹介。

橿考研会場（奈良県立橿原考古学研究所付属博物館）
- テーマ：「遣唐使が見た中国文化――中国社会科学院考古研究所最新の精華」
- 中国の考古学界を代表する中国社会科学院考古研究所が、半世紀にわたって発掘調査した北朝から隋・唐時代（6～10世紀）にかけての遺跡出土文物約170点を集めた展覧会を開催。
- 「講演会」（4/2）「国際シンポジウム」（5/3）も開催した。
- 観覧料：大人1000円　大高生550円　中小生400円

国立飛鳥資料館（明日香村）
- テーマ：「古代の形――飛鳥・藤原の文様を追う――」

奈良県立美術館（奈良市）
- テーマ：「平山郁夫展――シルクロード・仏教・大和路――」

橿原市昆虫館（橿原市）
- テーマ：「虫と人の浪漫時代」

今井まちなみ交流センター華甍（橿原市今井町）
- 常設展を開催。

千塚資料館（橿原市）
- テーマ：「藤原の金工」

## 参考資料
- ロマントピア藤原京’95パンフレット各種
- ロマントピア藤原京'９５　（1995.5.17 藤原京遷都１３００年祭より）